# Islote de Capense
Islote de Capense (en francés: Îlot de Capense; en corso: isula di Capezza) es una pequeña isla bañada por el Mar Mediterráneo, situada en la comuna de Centuri ubicada en el departamento de Haute-Corse y en la Región de Córcega (Colectividad Territorial de Córcega; collectivité territoriale de Corse), al sureste del país europeo de Francia.
La isla es rocosa y posee una superficie de 2 hectáreas y un alto de 43 m, se separó del Cabo Corse por la erosión del mar. Su hábitat incluye islotes, bajíos rocosos y arrecifes. En tierra, la vegetación que lo cubre es de rocas costeras, y una pequeña meseta cubierta de hierba.